# Jawad El Jemili
Jawad El Jemili (in arabo جواد الجميلي ستي‎?; Barcellona, 4 settembre 2002) è un calciatore spagnolo, attaccante dell'Al-Shahaniya.

## Carriera
El Jemili è cresciuto nei settori giovanili di Damm ed Espanyol. Nel 2021 ha lasciato la Spagna per firmare con l'Akritas Chlōrakas, con cui ha iniziato la carriera professionistica nella seconda divisione cipriota. Al termine della stagione ha ottenuto la promozione in A' Katīgoria, dove ha esordito il 29 agosto nella vittoria per 1-0 contro l'Omonia. Il 17 dicembre ha segnato il suo primo gol in massima serie nella sconfitta per 2-0 contro il Nea Salamis.
Il 22 febbraio 2023 è stato acquistato dal Levski Sofia.

## Statistiche

### Presenze e reti nei club
Statistiche aggiornate al 14 ottobre 2024.
| Stagione        | Squadra           | Campionato      | Campionato | Campionato | Coppe nazionali | Coppe nazionali | Coppe nazionali | Coppe continentali | Coppe continentali | Coppe continentali | Altre coppe | Altre coppe | Altre coppe | Totale | Totale | Totale |
| Stagione        | Squadra           | Comp            | Pres       | Reti       | Comp            | Pres            | Reti            | Comp               | Pres               | Reti               | Comp        | Pres        | Reti        | Pres   | Reti   |        |
| --------------- | ----------------- | --------------- | ---------- | ---------- | --------------- | --------------- | --------------- | ------------------ | ------------------ | ------------------ | ----------- | ----------- | ----------- | ------ | ------ | ------ |
| 2021-2022       | Akritas Chlōrakas | B               | 23         | 2          | CC              | 0               | 0               | -                  | -                  | -                  | -           | -           | -           | 23     | 2      |        |
| 2022-gen. 2023  | Akritas Chlōrakas | A               | 19         | 2          | CC              | 0               | 0               | -                  | -                  | -                  | -           | -           | -           | 19     | 2      |        |
| gen.-giu. 2023  | Levski Sofia      | 1L              | 11         | 0          | CB              | 0               | 0               | -                  | -                  | -                  | -           | -           | -           | 11     | 0      |        |
| 2023-2024       | Levski Sofia      | 1L              | 29         | 8          | CB              | 0               | 0               | UECL               | 6                  | 0                  | -           | -           | -           | 35     | 8      |        |
| 2024-2025       | Levski Sofia      | 1L              | 10         | 3          | CB              | 0               | 0               | -                  | -                  | -                  | -           | -           | -           | 10     | 3      |        |
| Totale carriera | Totale carriera   | Totale carriera | 92         | 15         |                 | 0               | 0               |                    | 6                  | 0                  |             | -           | -           | 98     | 15     |        |